# Ezequiel Ávila
Ezequiel Ávila (Rosario, 1994. február 6. –) argentin labdarúgó, a spanyol Real Betis csatárja.

## Pályafutása
Ávila az argentínai Rosario városában született. Az ifjúsági pályafutását a helyi Tiro Federal csapatában kezdte, majd kölcsönben a spanyol Espanyol akadémiájánál folytatta.
2011-ben mutatkozott be a Tiro Federal felnőtt csapatában. 2015-ben az első osztályú San Lorenzohoz igazolt. 2017 és 2019 között a spanyol másodosztályban érdekelt Huesca csapatánál szerepelt kölcsönben. Először a 2017. augusztus 19-ei, Numancia ellen 1–0-ra elvesztett mérkőzés 80. percében, Álvaro Vadillot váltva lépett pályára. Első gólját 2017. december 9-én, az Alcorcón ellen 1–1-es döntetlennel zárult találkozón szerezte meg.
2019. július 1-jén az Osasuna szerződtette. 2019. augusztus 17-én, a Leganés ellen 1–0-ra megnyert bajnokin debütált, majd a 75. percben meg is szerezte első gólját a klub színeiben.
2024. február 1-jén a Real Betis három és fél évre szóló szerződést kötött vele.

## Statisztikák
2023. március 11. szerint
| Klub                | Szezon   | Osztály            | Bajnokság | Bajnokság | Kupa és Ligakupa | Kupa és Ligakupa | Nemzetközi | Nemzetközi | Összesen | Összesen |
| Klub                | Szezon   | Osztály            | Meccs     | Gól       | Meccs            | Gól              | Meccs      | Gól        | Meccs    | Gól      |
| ------------------- | -------- | ------------------ | --------- | --------- | ---------------- | ---------------- | ---------- | ---------- | -------- | -------- |
| Tiro Federal        | 2010–11  | Primera Nacional   | 17        | 1         | 0                | 0                | —          | —          | 17       | 1        |
| Tiro Federal        | 2011–12  | Torneo Argentino A | 19        | 2         | 0                | 0                | —          | —          | 19       | 2        |
| Tiro Federal        | 2012–13  | Torneo Argentino A | 16        | 4         | 1                | 0                | —          | —          | 17       | 4        |
| Tiro Federal        | 2013–14  | Torneo Argentino A | 6         | 0         | 0                | 0                | —          | —          | 6        | 0        |
| Tiro Federal        | Összesen | Összesen           | 58        | 7         | 1                | 0                | 0          | 0          | 59       | 7        |
| San Lorenzo         | 2015     | Primera División   | 4         | 0         | 0                | 0                | 1          | 0          | 5        | 0        |
| San Lorenzo         | 2016     | Primera División   | 1         | 0         | 0                | 0                | 3          | 1          | 4        | 1        |
| San Lorenzo         | 2016–17  | Primera División   | 15        | 1         | 0                | 0                | 4          | 0          | 19       | 1        |
| San Lorenzo         | Összesen | Összesen           | 20        | 1         | 0                | 0                | 8          | 1          | 28       | 2        |
| Huesca (kölcsönben) | 2017–18  | Segunda División   | 35        | 7         | 0                | 0                | —          | —          | 35       | 7        |
| Huesca (kölcsönben) | 2018–19  | La Liga            | 34        | 10        | 2                | 0                | —          | —          | 36       | 10       |
| Huesca (kölcsönben) | Összesen | Összesen           | 69        | 17        | 2                | 0                | 0          | 0          | 71       | 17       |
| Osasuna             | 2019–20  | La Liga            | 20        | 9         | 2                | 2                | —          | —          | 22       | 11       |
| Osasuna             | 2020–21  | La Liga            | 8         | 0         | 0                | 0                | —          | —          | 8        | 0        |
| Osasuna             | 2021–22  | La Liga            | 36        | 6         | 2                | 1                | —          | —          | 38       | 7        |
| Osasuna             | 2022–23  | La Liga            | 22        | 7         | 5                | 1                | —          | —          | 27       | 8        |
| Osasuna             | Összesen | Összesen           | 86        | 22        | 9                | 4                | 0          | 0          | 95       | 26       |
| Összesen            | Összesen | Összesen           | 233       | 47        | 12               | 4                | 8          | 1          | 253      | 52       |

## Sikerei, díjai
San Lorenzo
- Primera División
  - Ezüstérmes (2): 2015, 2016

- Super Copa
  - Győztes (1): 2015–16

Huesca
- Segunda División
  - Győztes (1): 2017–18